# مسجد قصر

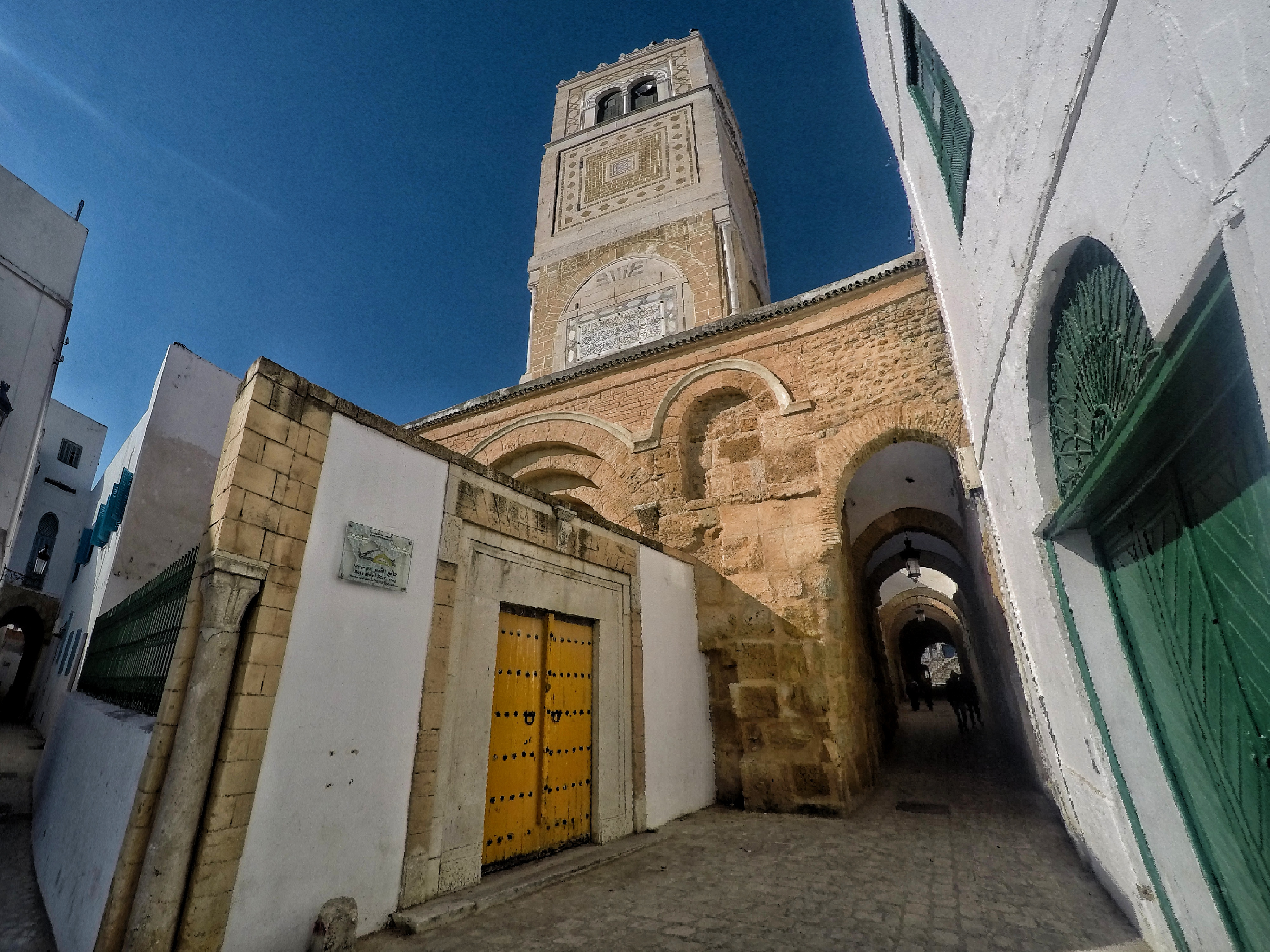

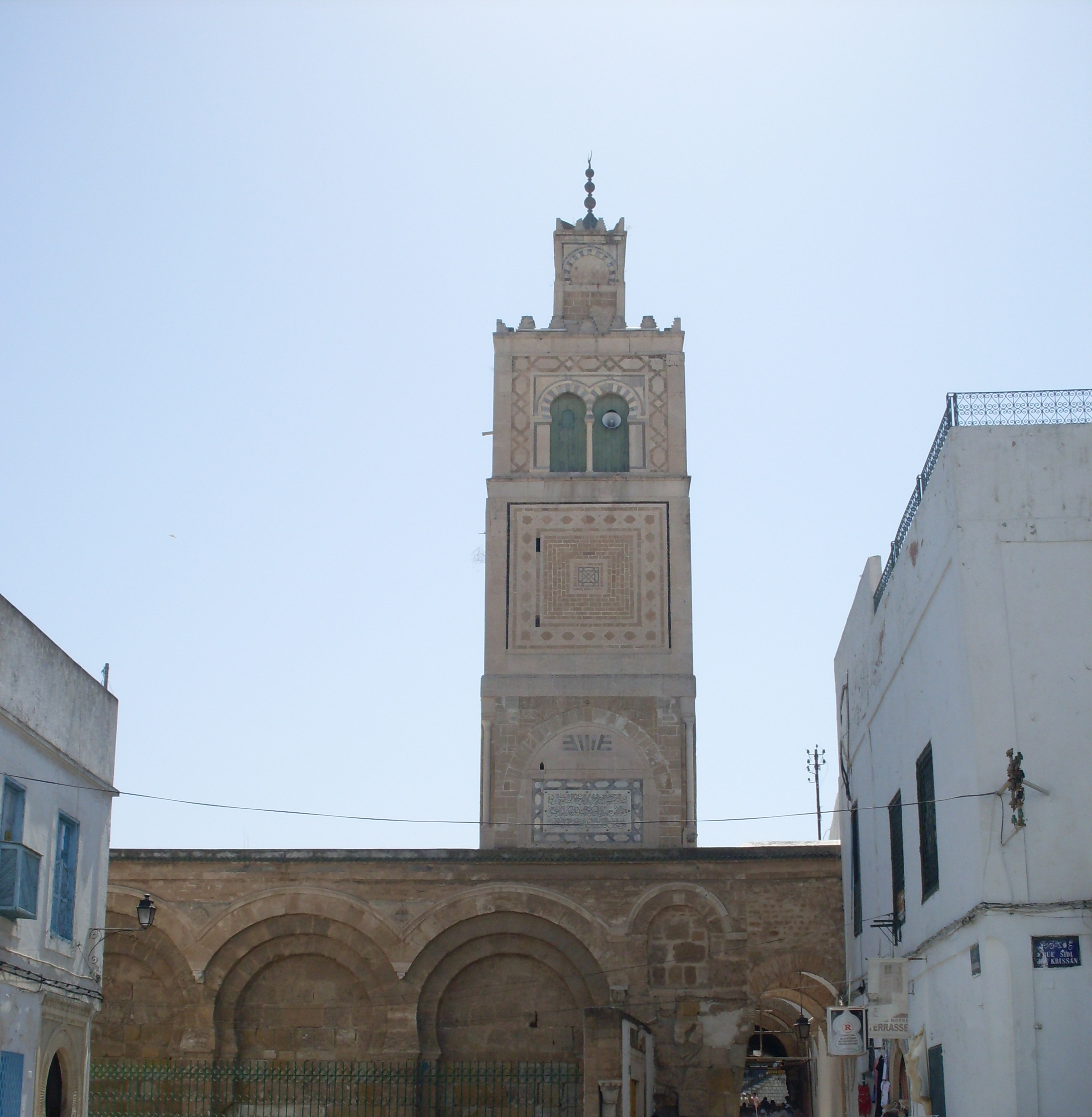
نمای مسجد از خارج مسجد

مسجد قصر (عربی: جامع القصر) یک مسجد تونسی است که در محله باب المنارا در حاشیه شهر تونس قدیم در پایتخت تونس که آنهم نامش تونس است واقع شده است.

## تاریخچه
این مسجد یک مسجد سلطنتی متعلق به کاخ سالار حسین، محل اقامت پادشاهان خراسان بود و مسجد در زمان احمد بن خراسان (۱۱۰۰–۱۱۲۸) ساخته شد.
در ۱۵۹۸ مسجد در سلک مذهب حنفی که ترکهای عثمانی پیرو آن بودند درآمد. در این مسجد کارهای تعمیر و نگهداری و نوسازی زیادی انجام شده است. مناره مسجد توسط فرماندار نظامی تونس حاج محمد لاز دای (دای از کلمه دایی فارسی که در ترکی هم به همین معناست گرفته شده است و در اینجا به فرماندار نظامی تونس در آن سالها گفته می‌شد) در سال ۱۶۴۷ بازسازی شده است.

## مشخصات معماری
این مسجد بر اساس هنر اسلامی اسپانیا با سنگ مرمر و پرسلن تزئین شده است. نماد شرقی آن با آرک‌های بزرگ مانند پارسی‌ها، فاطمیان تزئین شده است. ورودی به مسجد از طریق یک درب واقع در زیر یک راهرو سرپوشیده می‌باشد که به یک حیاط بلند از نمازخانه باز می‌شود. این حیاط توسط تالاری با ستون‌ها و تاج‌های سبک ترکیه‌ای احاطه شده است، در حالی که نمازخانه بوسیله آرکهایی با طاقهای ران مانند ساخته شده است که توسط ستونها و تاجهای از نوع معماری قدیم حمایت می‌شود. محراب مسجد در نوع خود بزرگ است و شامل یک گوشه نیم دایره‌ای با هفت روزنه است که توسط ستون‌ها جدا شده‌اند. مسجد با یک گنبد دارای شیارها و به سبک فاطمی ساخته شده است.

## نگارخانه

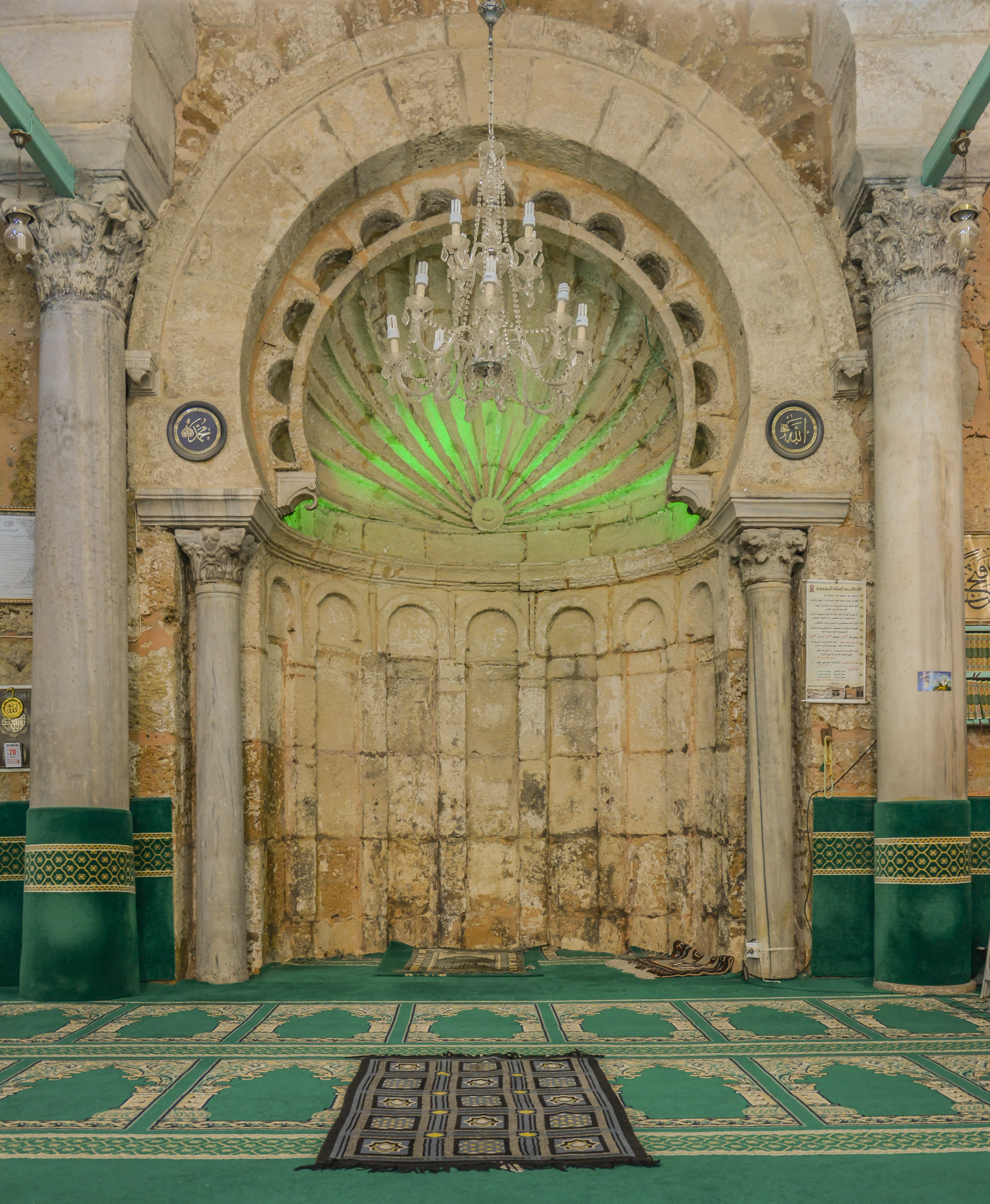
محراب مسجد قصر
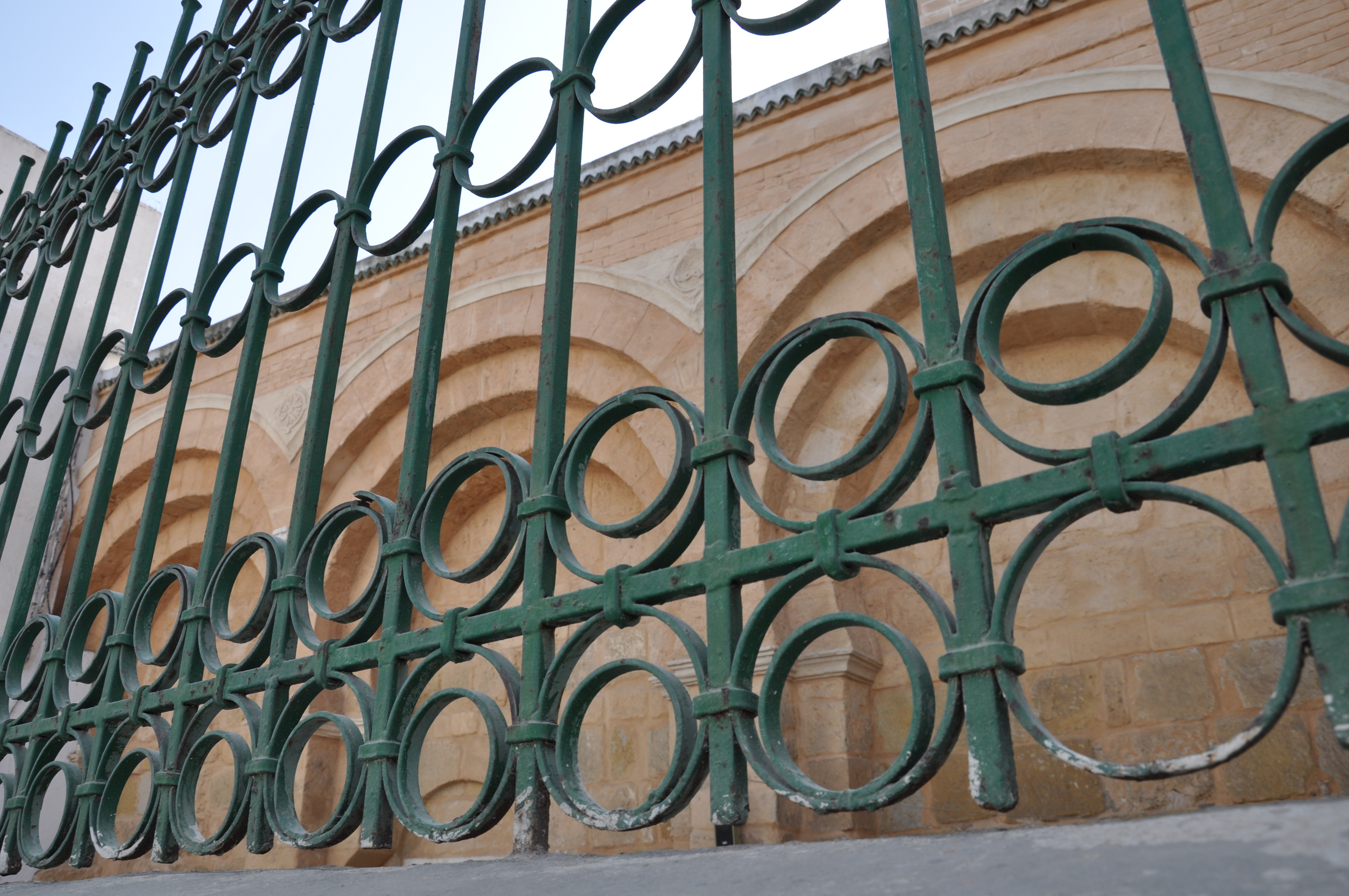
نمای مسجد قصر
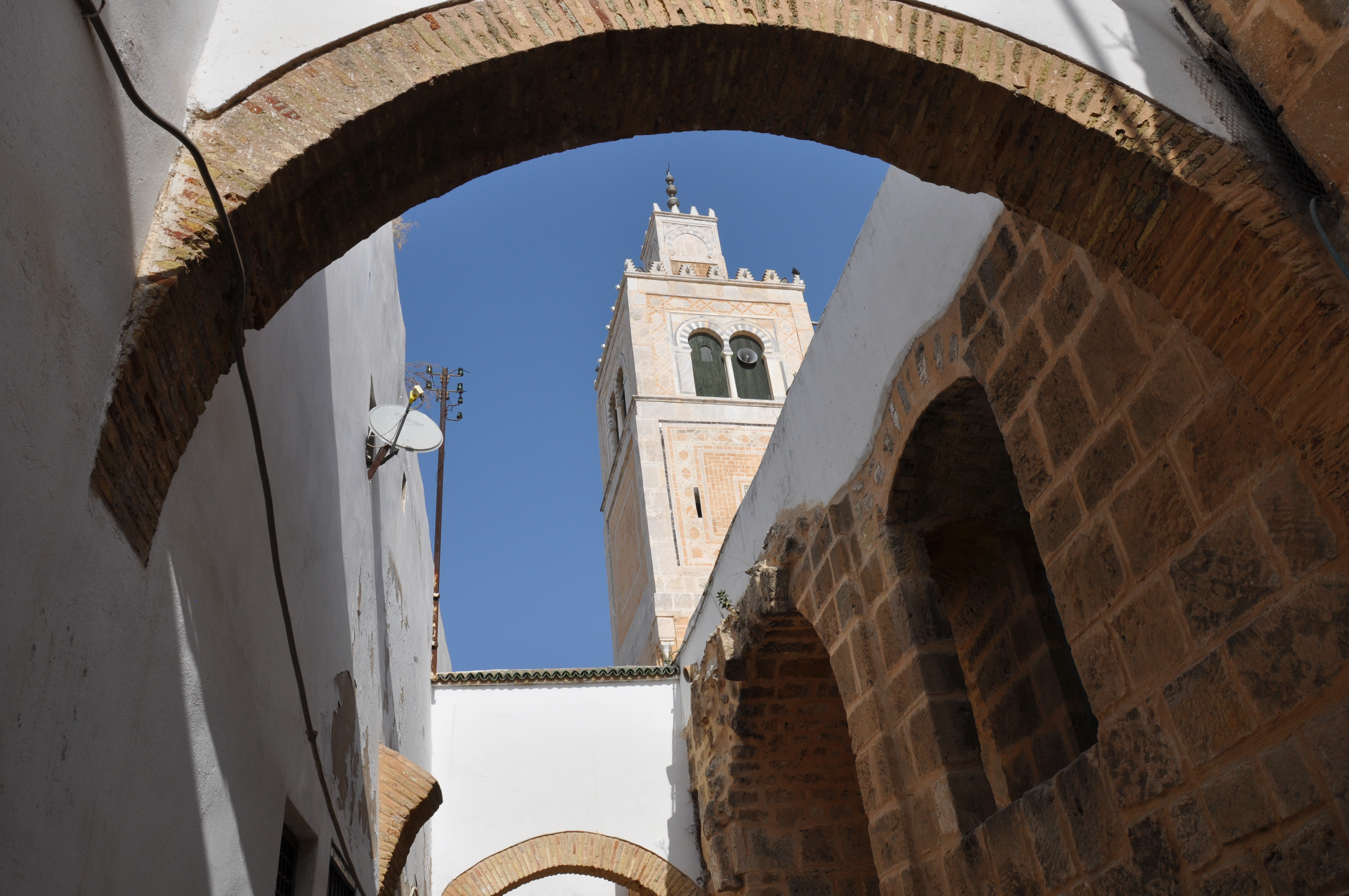
مناره مسجد قصر
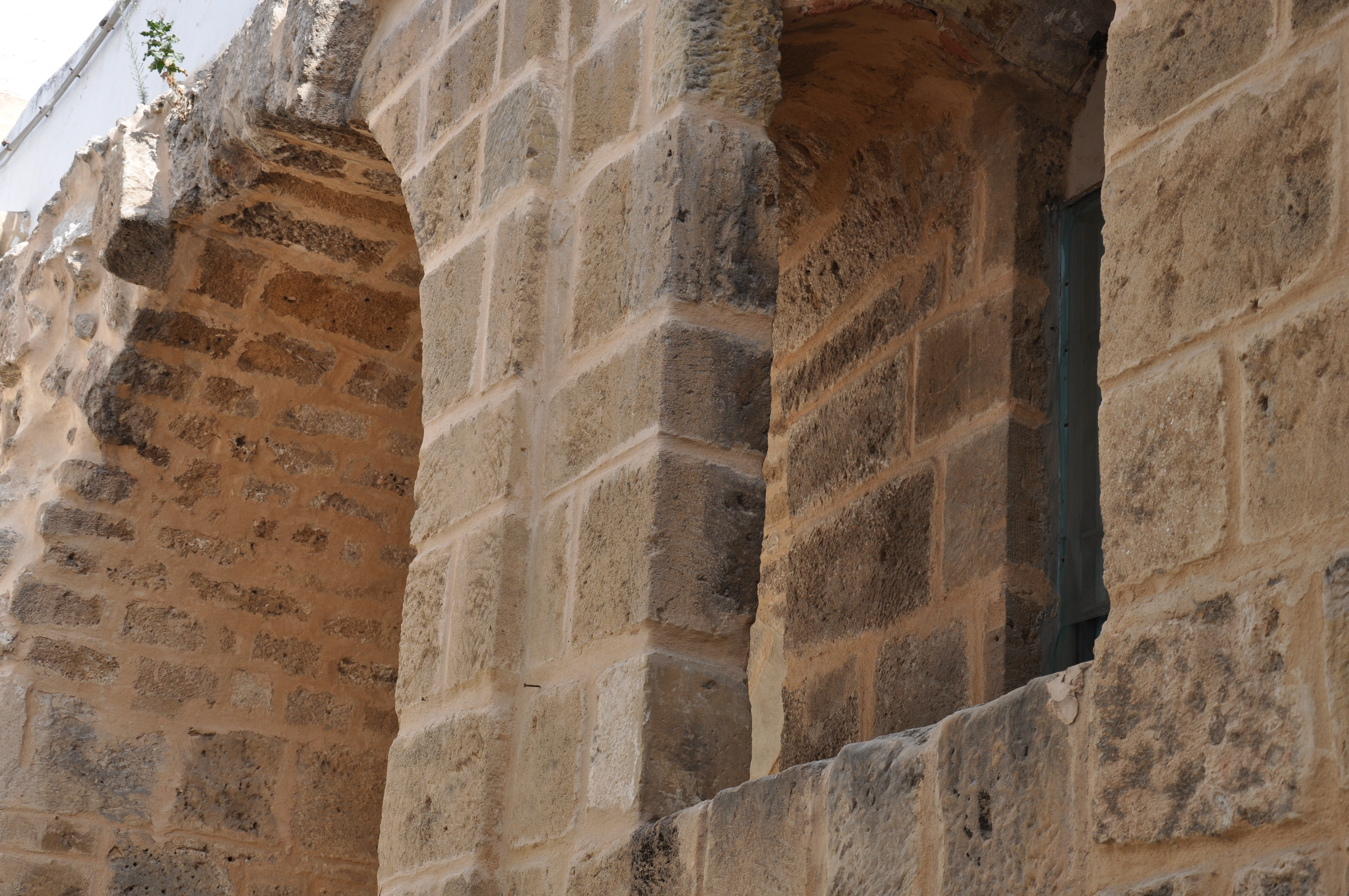
طاق‌های مسجد
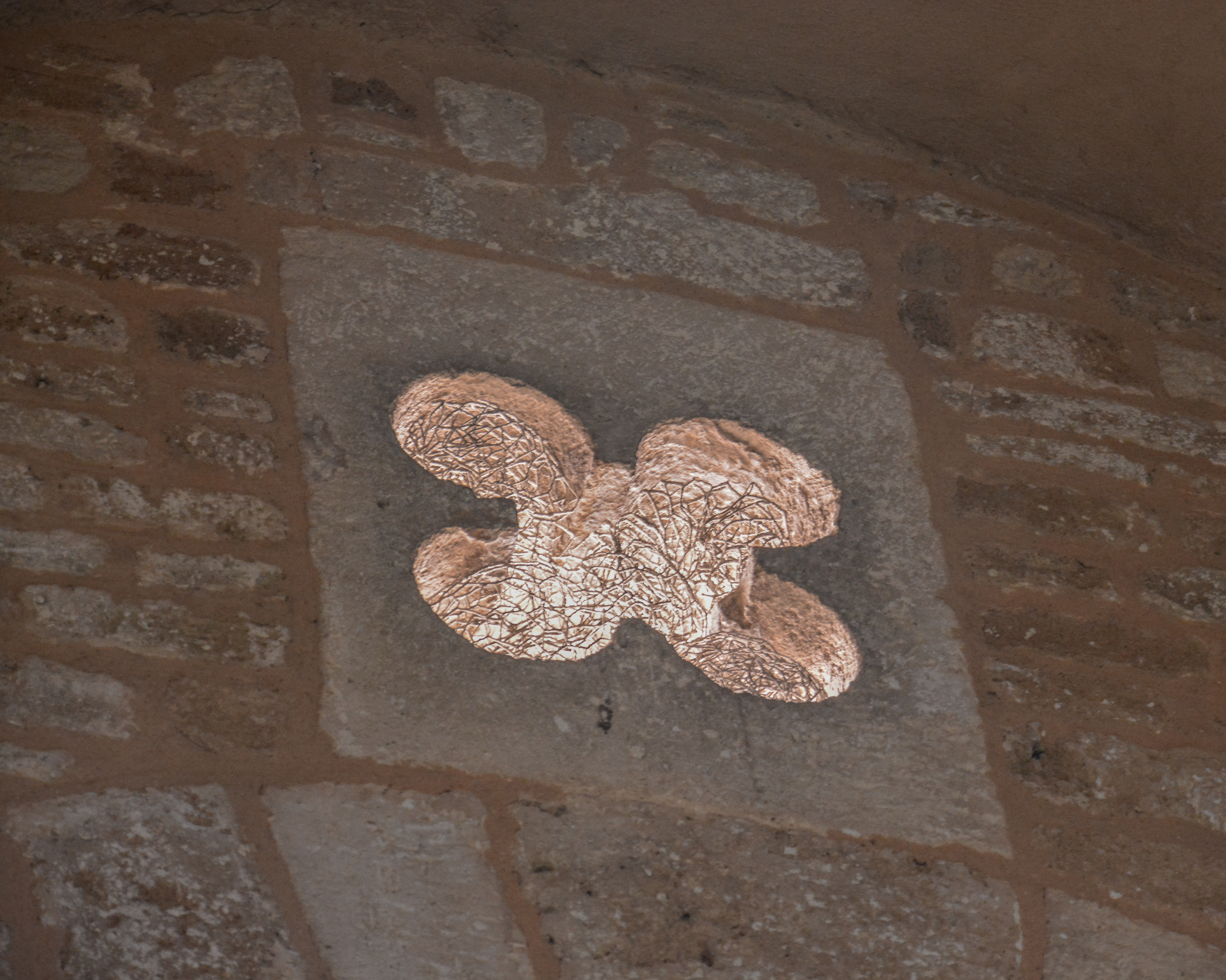
جزئیات دیوار
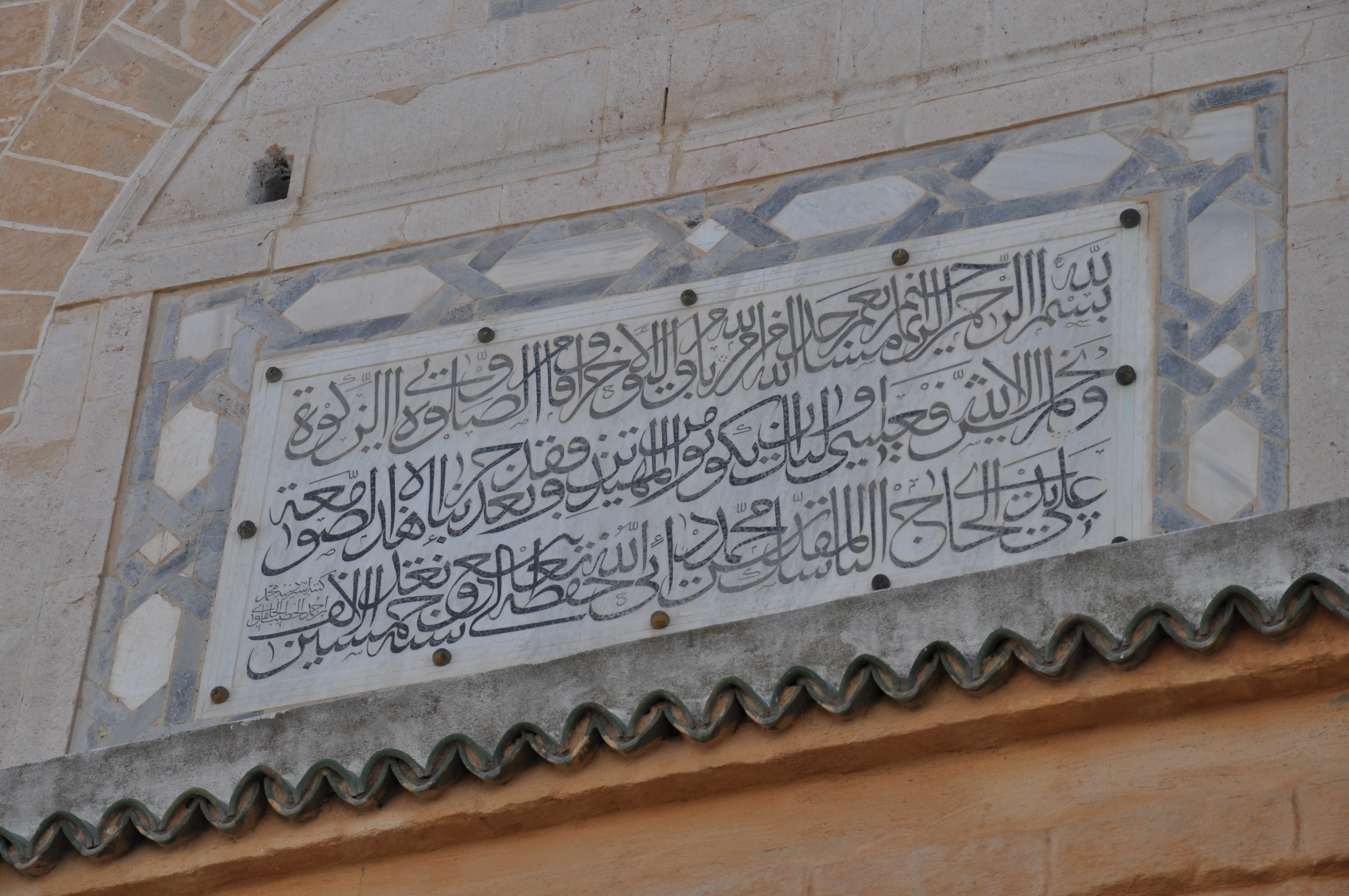
خوشنویسی روی دیوار مسجد
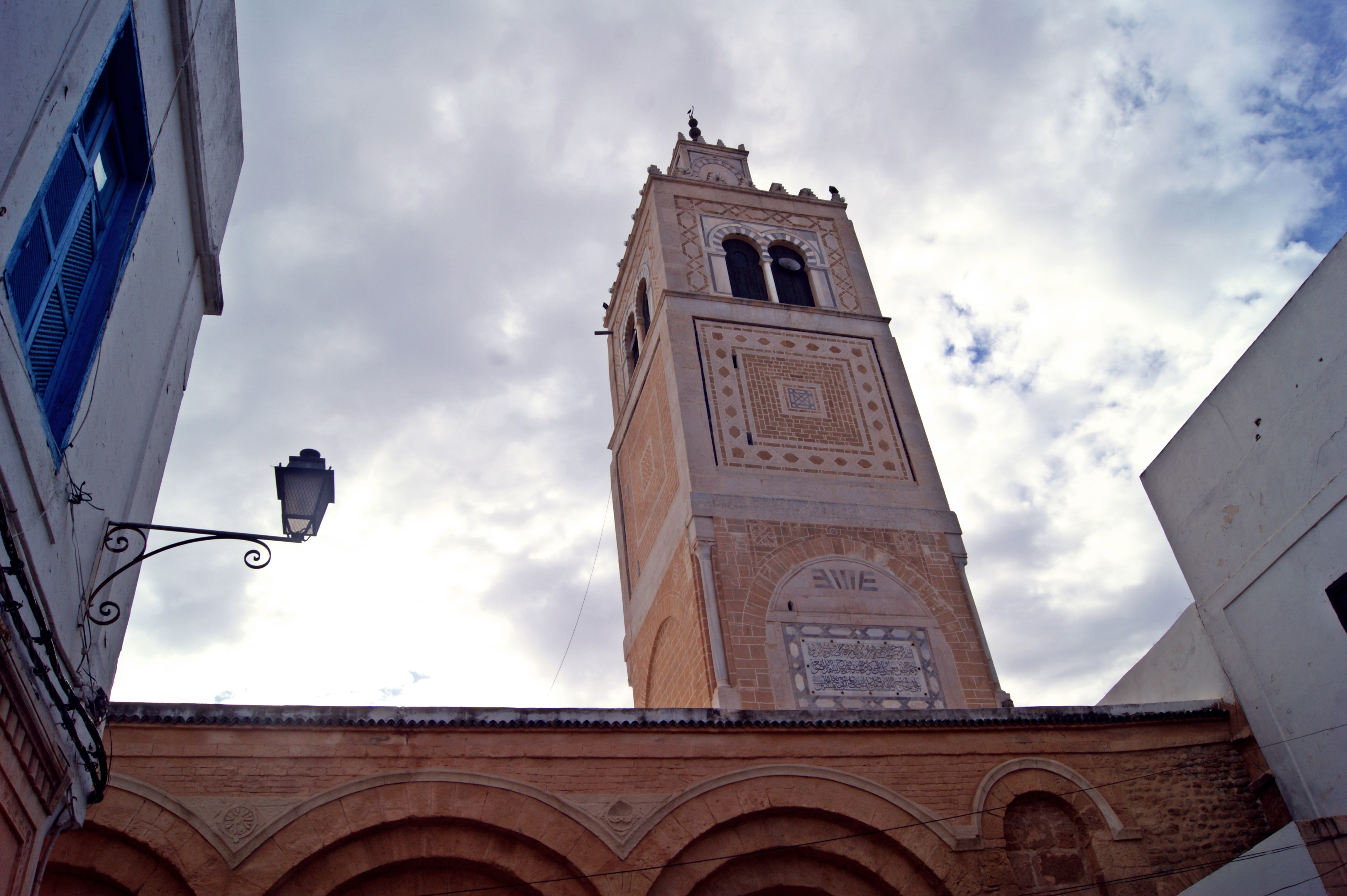
نمای آرکها از سمت مناره
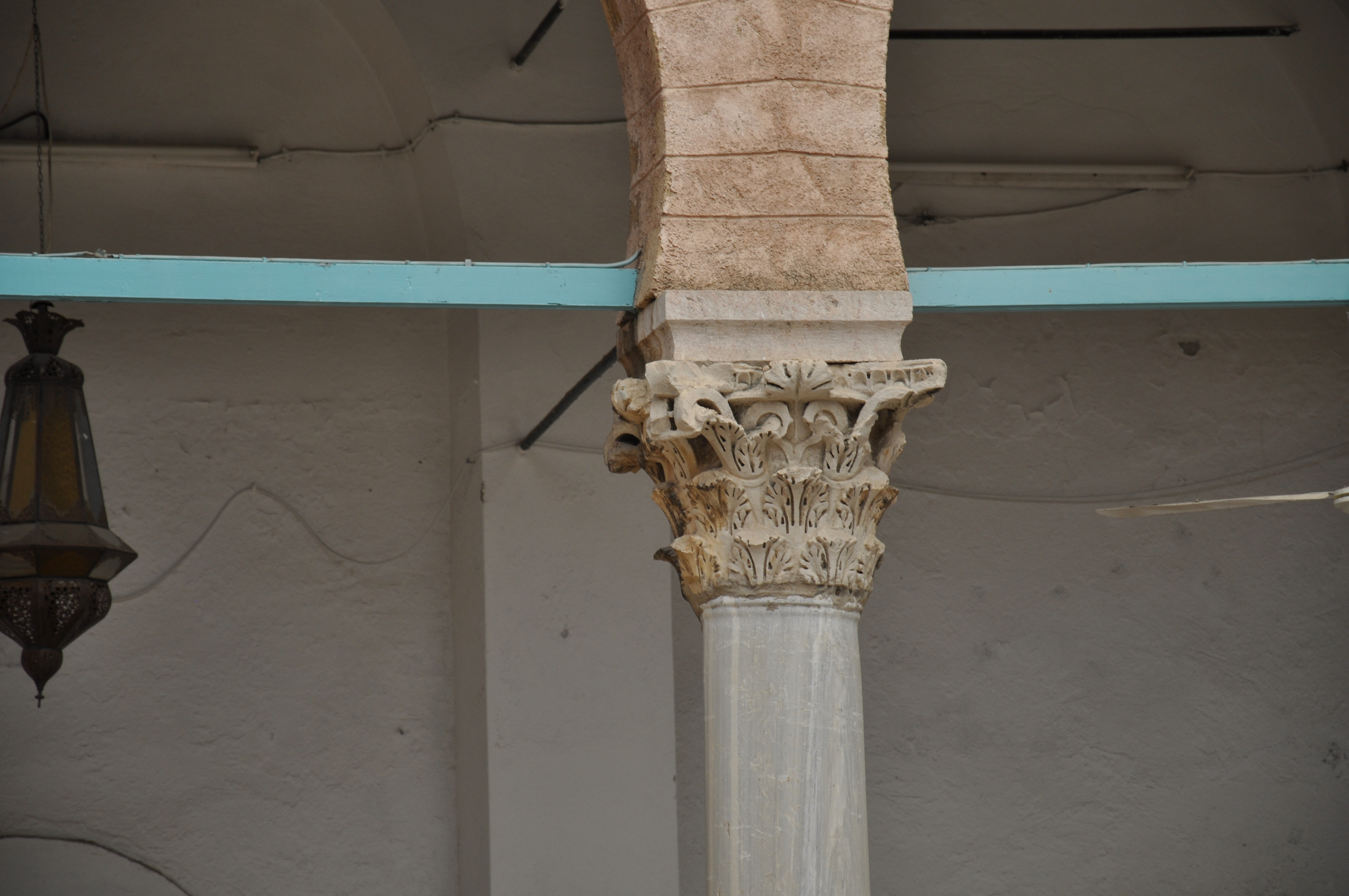
نمای تاج ستون به سبک معماری کلاسیک
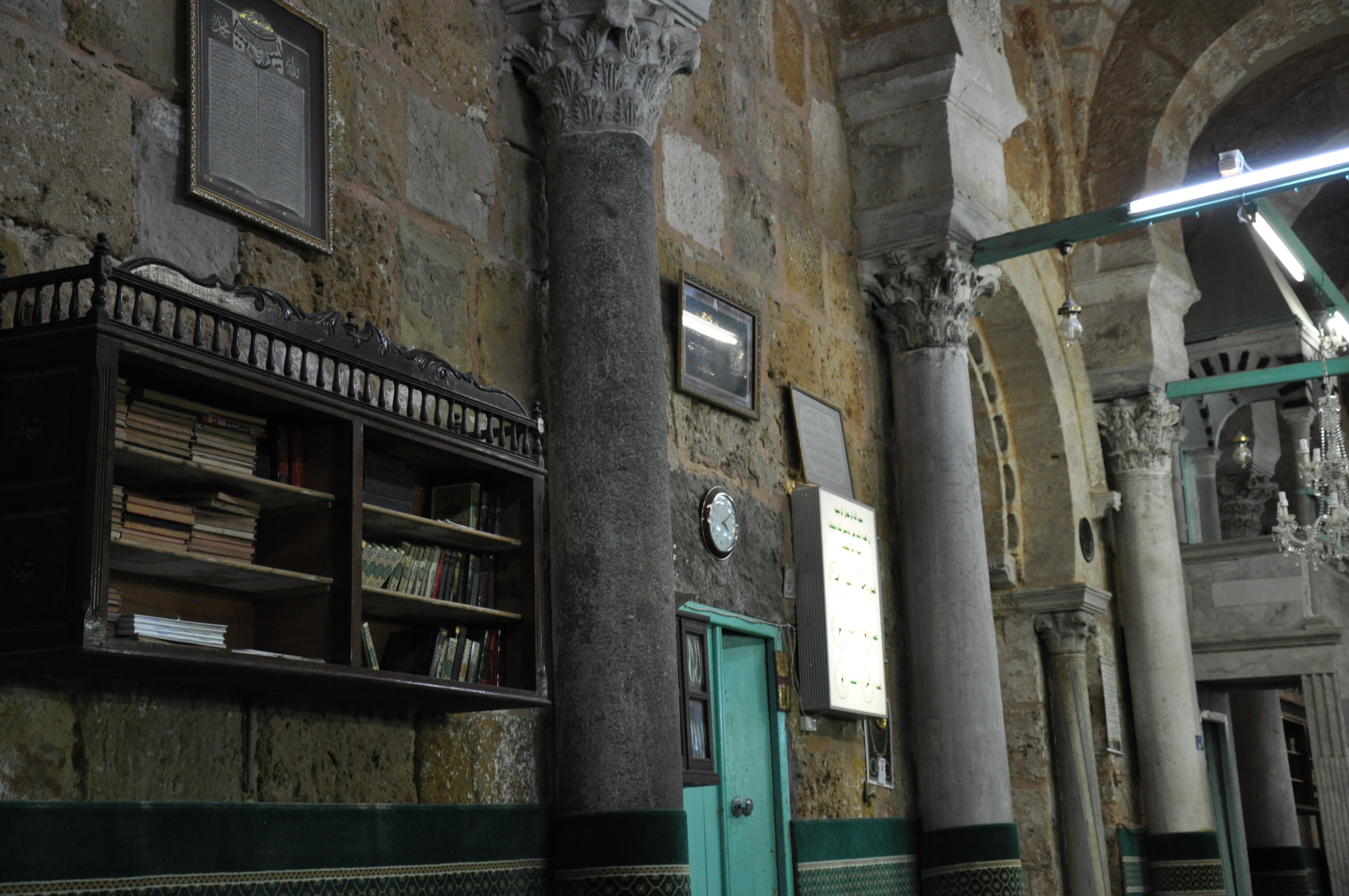
ستونهای داخلی نمازخانه
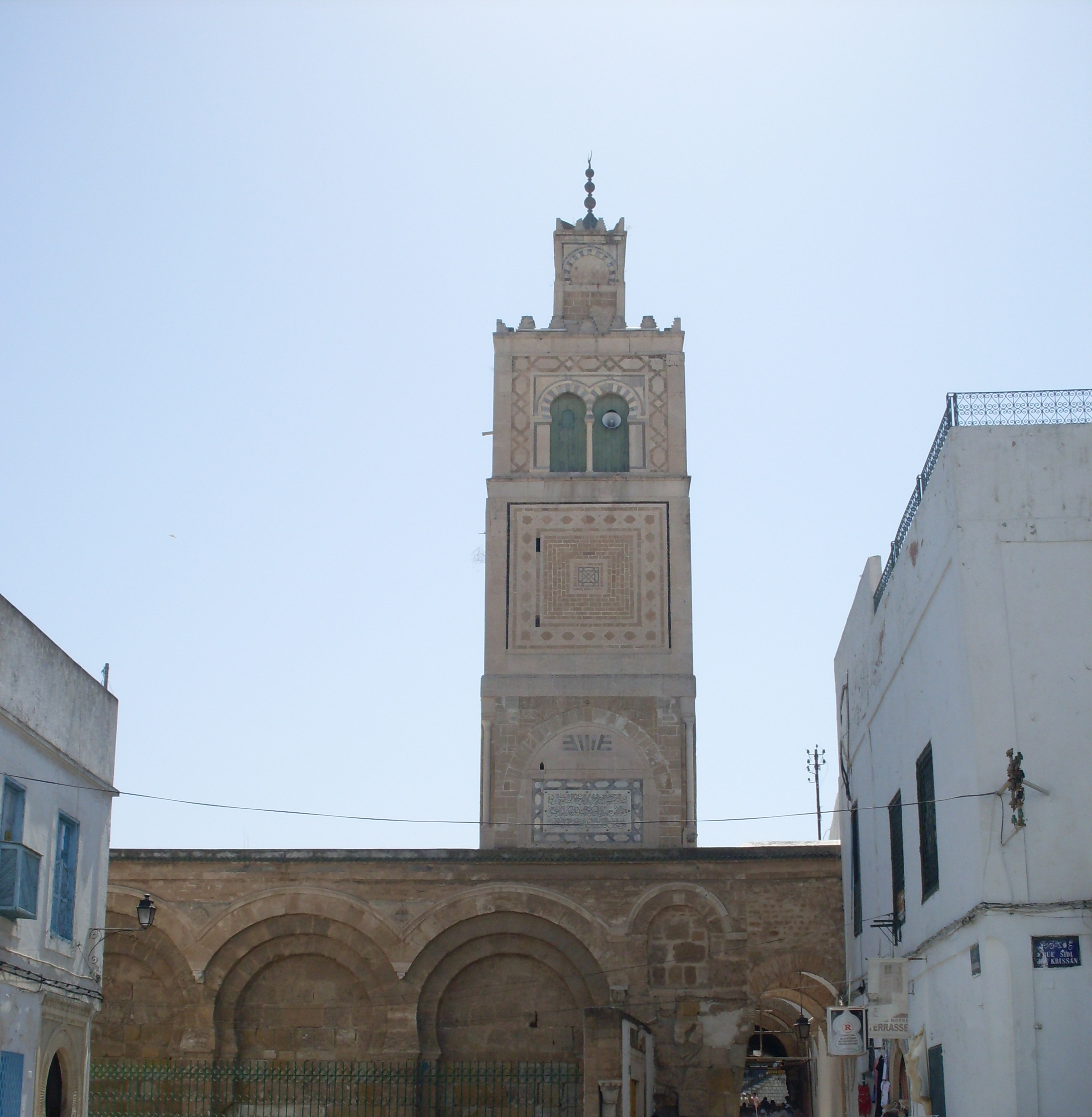
مسجد قصر